# آلیس فی
آلیس فی (انگلیسی: Alice Faye; ۵ مهٔ ۱۹۱۵ – ۹ مهٔ ۱۹۹۸) هنرپیشه و خواننده اهل آمریکا بود.

## زندگی‌نامه
با نام تولد آلیس جین لپرت (به انگلیسی: Alice Jean Leppert) در ۵ مهٔ ۱۹۱۵ در نیویورک زاده شد
یکی از معروفترین و پولسازترین هنرپیشه و آوازخوان‌های سینما در دهه سی. او حضور در صحنهٔ نمایش را با آوازخوانی به عنوان خوانندهٔ کُر آغاز کرد. سپس به برادوی رفت و در همین زمان بود که نام هنری خود را برگزید.

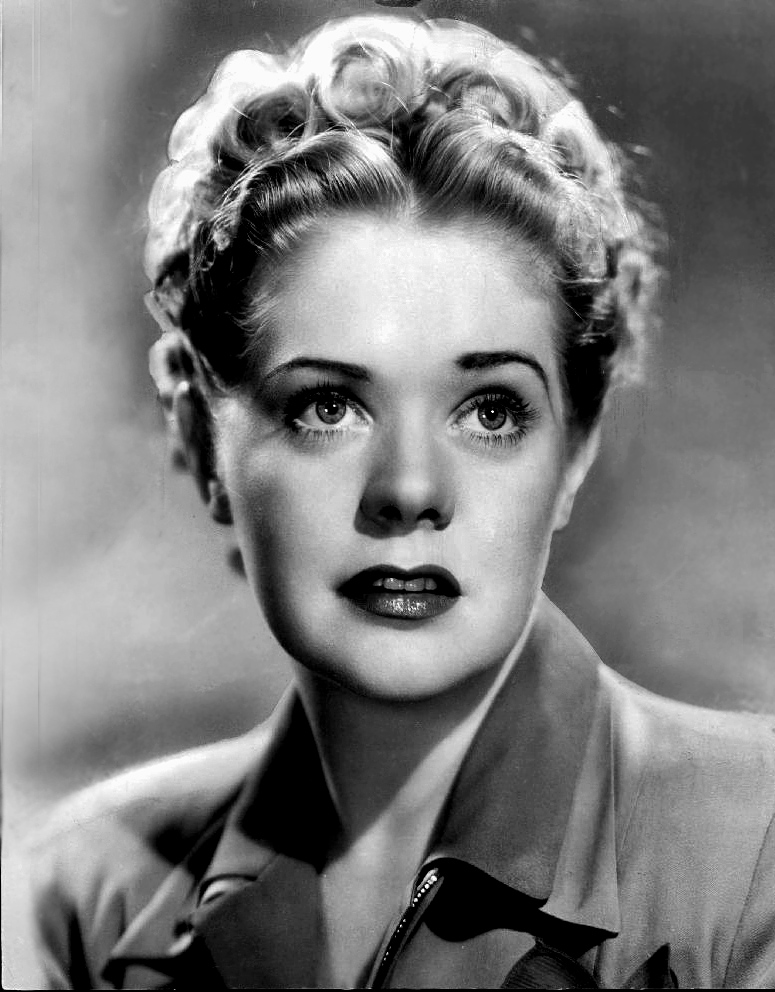
۱۹۴۴

در سال ۱۹۳۵، استودیو فاکس با استودیو قرن بیستم ادغام شد و کمپانی معظم فاکس قرن بیستم را تشکیل داد. آلیس فی به این کمپانی جدیدالتاسیس پیوست که در آن زمان ریاستش بر عهده داریل اف. زانوک بود. زانوک به وی فرصت داد و او را در فیلم‌هایی همچون "در شیکاگوی قدیم"، "Alexander's Ragtime Band" و "گل سرخ میدان واشنگتن" به بازی گرفت. طی پنج سال از ۳۵ تا ۴۰، اوج درخشش آلیس فی بود. او ملکهٔ بی چون و چرای فیلم‌های موزیکال هالیوود محسوب می‌شد.
به عقیدهٔ منتقدین، او بهترین بازیش را در فیلم «در شیکاگوی قدیم» ارائه داد. در این فیلم تایرون پاور و دان آمچی نیز حضور داشتند. در سال ۱۹۳۹، او یکی از ده هنرپیشه برتر هالیوود لقب گرفت. به دلیل شهرت و محبوبیت روزافزون او، کمپانی فاکس قرن بیستم در بسیاری از فیلم‌های خود از او استفاده کرد و هیچ‌کدام از این فیلم‌ها در گیشه شکست نخوردند. در سال ۱۹۴۰ فی در یکی از بیادماندنی‌ترین نقش‌های سینمایی اش «لیلیان راسل» ظاهر شد او این فیلم را فیلم مورد علاقهٔ خود می‌داند. او همچنین به دلیل حالت و فرم مادرانه اش، در چندین فیلم نقش مادر شرلی تمپل را بر عهده داشت.
آلیس فی در ۹ مه ۱۹۹۸ در سن ۸۳ سالگی بر اثر سرطان معده در رانچو مایراج، کالیفرنیا درگذشت

## زندگی خصوصی
- ازدواج با تونی مارتین ۱۹۳۷ - جدایی ۱۹۴۰.
- ازدواج با فیل هریس (هنرپیشه کمدی) ۱۹۴۱- تا زمان مرگ هریس

## فیلم‌شناسی
از فیلم‌ها یا برنامه‌های تلویزیونی که وی در آن نقش داشته است می‌توان به آثار زیر اشاره کرد.
- هر شب ساعت ۸ (۱۹۳۵)
- موسیقی جادوست (۱۹۳۵)
- پادشاه برسک (۱۹۳۶)
- دخترفقیر (۱۹۳۶)
- دختر پولدار (۱۹۳۶)
- بخوان کوچولو! بخوان (۱۹۳۶)
- مسافر قاچاق (۱۹۳۶)
- نمی تونی چیزی داشته باشی (۱۹۳۷)
- در شیکاگوی قدیم (۱۹۳۷)
- در خیابان (۱۹۳۷)
- بیدار شو و زندگی کن (۱۹۳۷)
- تو عزیز دلمی (۱۹۳۷)
- سالی (۱۹۳۸)
- ایرن و مری (۱۹۳۸)
- Alexander's Ragtime Band (۱۹۳۸)
- Tail Spin (1939)

- سنگر (۱۹۳۹)
- گل سرخ میدان واشینگتن (۱۹۳۹)
- ماجرای پرشور هالیوود (۱۹۳۹)
- نیویورک قدیمی کوچک (۱۹۴۱)
- لیلیان راسل (۱۹۴۱)
- Tin Pin Alley (۱۹۴۱)
- تعطیلات در هاوانا (۱۹۴۱)
- سلام فریسکو! سلام (۱۹۴۲)
- The Gang Is All Here (۱۹۴۲)
- Four Jills In A Jeep (۱۹۴۴)
- فرشته سقوط کرده (۱۹۴۵)
- State Fair (۱۹۶۳)

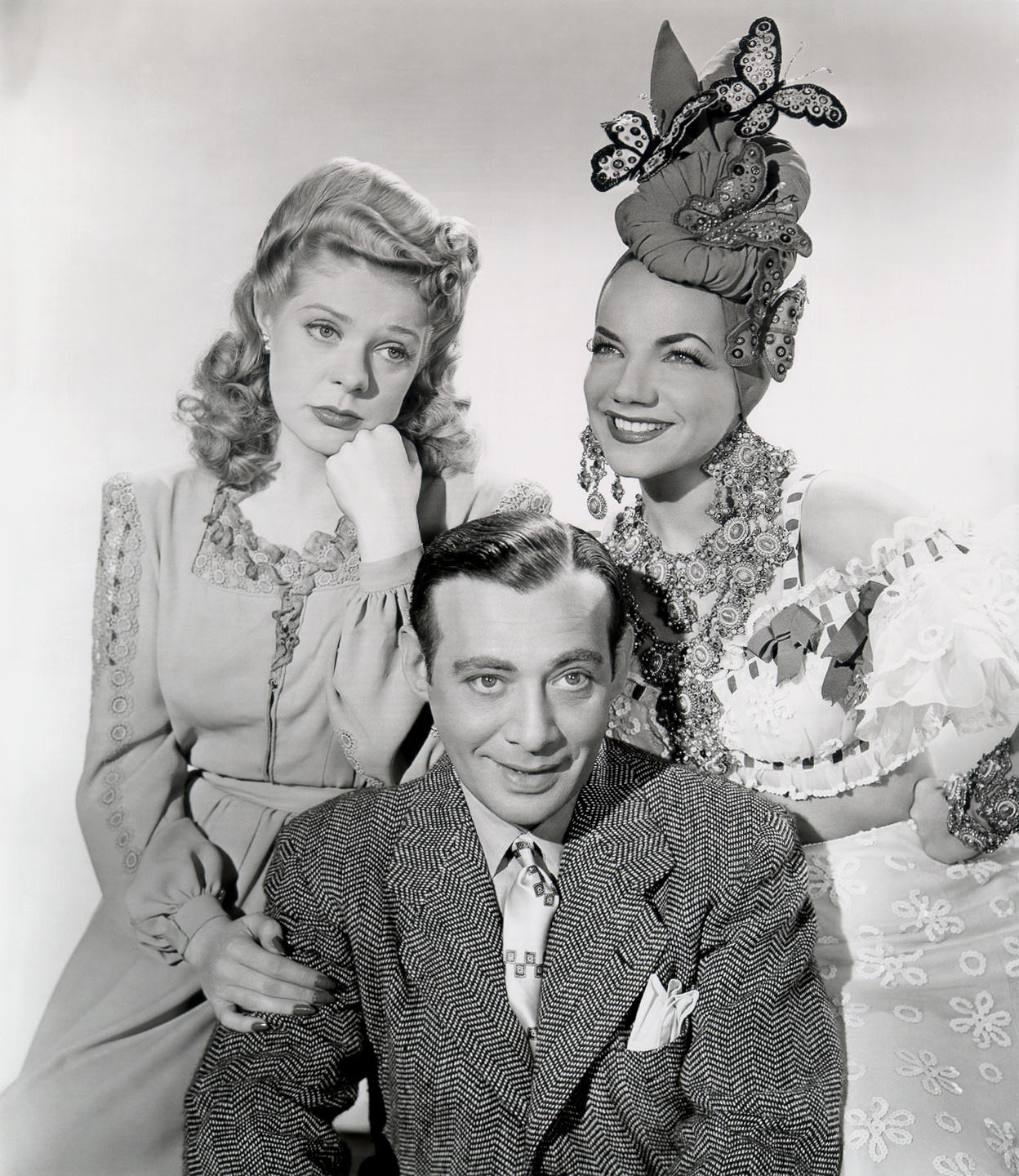
۱۹۴۳

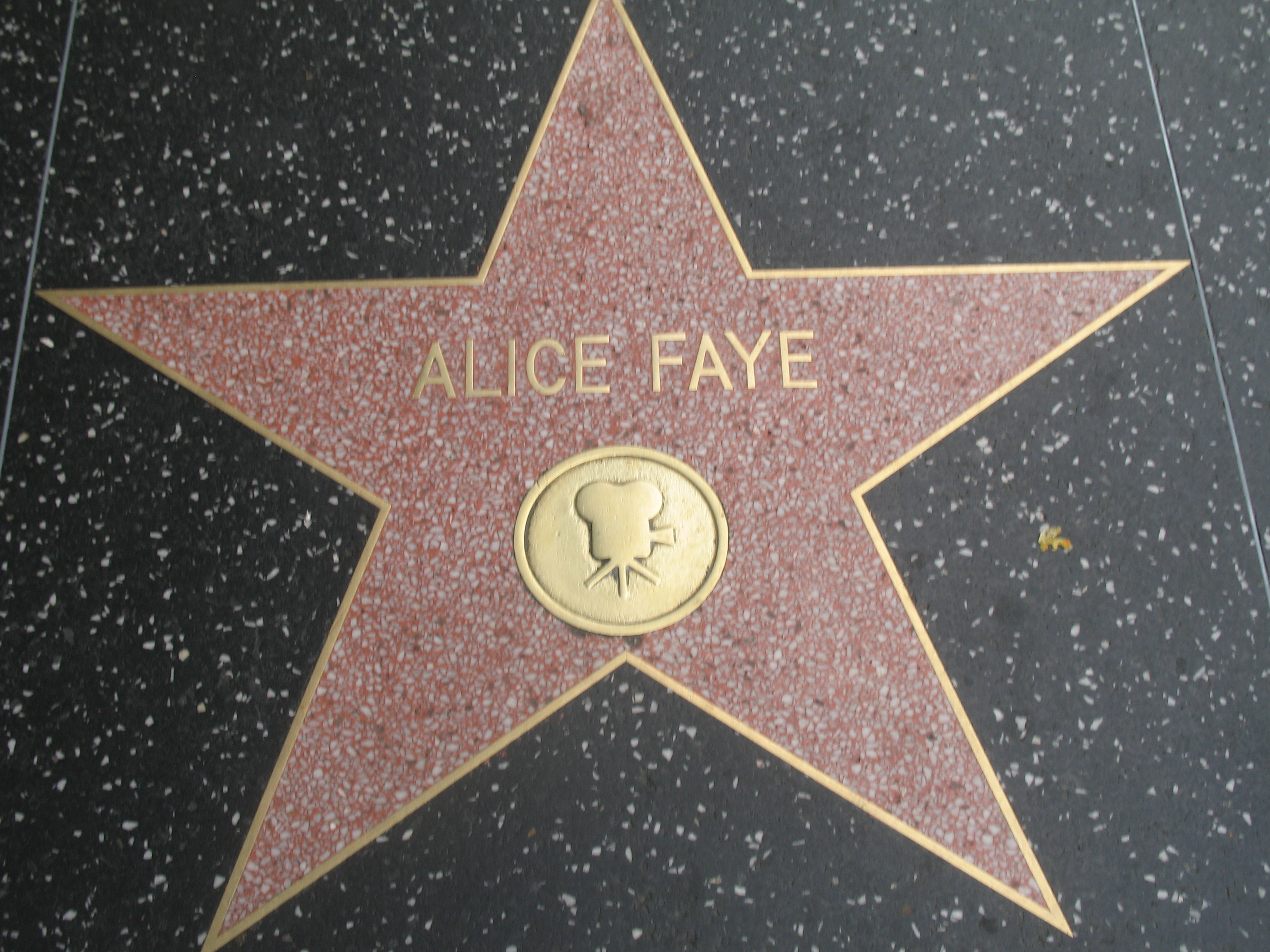

- وان تون تون سگی که هالیوود را نجات داد (۱۹۷۶)